# Лелянга
Лелянга — река в России, протекает по территории Камешкирского района Пензенской области. Устье реки находится в 13 км по левому берегу реки Качатокомяк. Длина реки — 15 км Площадь водосборного бассейна — 137 км². Высота устья — 195 м над уровнем моря.

## Данные водного реестра
По данным государственного водного реестра России относится к Верхневолжскому бассейновому округу, водохозяйственный участок реки — Сура от истока до Сурского гидроузла, речной подбассейн реки — Сура. Речной бассейн реки — (Верхняя) Волга до Куйбышевского водохранилища (без бассейна Оки).